# 齋藤隆夫 (銀行家)
齋藤 隆夫（さいとう たかお、1939年（昭和14年）8月26日 - ）は、日本の銀行家。北都銀行頭取を務めた。

## 来歴・人物
秋田県出身。秋田県立横手高等学校、慶應義塾大学法学部卒業後、当時の羽後銀行に入行。
組合の委員長を務めたほか、企画担当を長らく務めた。
1994年（平成6年）11月、入院した鈴木辰雄頭取の職務代行者として、新たに代表取締役専務となり執務にあたっていたが、鈴木頭取の銀行葬の翌日開催された臨時取締役会において頭取に昇格した。
頭取在任中は、秋田あけぼの銀行との合併後の統合作業が一巡した後であったため、新サービスの展開や合理化推進などに力を入れてきたが、行員の不祥事から金融庁より業務改善命令を受けたことと、2期連続の赤字の計上となったため組織としての責任を明確にすべく、任期途中ではあるが取締役相談役に退いた。

## 略歴
- 1958年（昭和33年） - 秋田県立横手高等学校卒業。
- 1963年（昭和38年） - 慶應義塾大学法学部卒業後、羽後銀行入行。
  - 以降、東京事務所次長、企画部次長、仙台支店長、企画部長等を歴任する。
- 1987年（昭和62年） - 常務取締役企画部長委嘱。
- 1993年（平成5年） - 羽後銀行が秋田あけぼの銀行と合併、株式会社北都銀行に商号変更。北都銀行常務取締役。
- 1994年（平成6年） - 同代表取締役専務。
- 1995年（平成7年） - 同頭取。
- 2003年（平成15年） - 同取締役相談役。
- 2008年（平成20年） - 同顧問。
- 2010年（平成22年） - 同顧問を退任。